# ドン・ニューマン
ドナルド・デイウィッド・ニューマン（Donald David Newman 1957年5月22日 -2018年9月12日）は、アメリカ合衆国のバスケットボール指導者。アイダホ州出身。アメリカ男子プロバスケットボールリーグNBAのサンアントニオ・スパーズやワシントン・ウィザーズなどのアシスタントコーチを務めた。

## 経歴
アイダホ大学から、1979年と1980年にNBAインディアナ・ペイサーズ、ボストン・セルティックスに指名されたが入団せず、プロリーグコンチネンタル・バスケットボール・アソシエーション CBAのモンタナ・ゴールデン・ナゲッツでジョージ・カールヘッドコーチのもと、3年間プレーした。また、カナディアン・フットボール・リーグ CFLにおいても7年間のプレー実績がある。1992年から1997年までサクラメント州立大学、1997から1998年までアリゾナ州立大学でヘッドコーチを務めた後、1999年からミルウォーキー・バックスのアシスタントコーチとなりNBAのキャリアをスタートさせた。1999年から2003年まで、ニュージャージー・ネッツでアシスタントコーチを務め、2005年にサンアントニオ・スパーズアシスタントコーチに招聘され、グレッグ・ポポヴィッチのもと、2005年、2007年と2度のNBA優勝に貢献した。2013年にワシントン・ウィザーズのアシスタントコーチに招かれた。
2018年9月12日、ガンのため死去。

## その他
ディフェンススキル向上に定評があり、スパーズの強力なディフェンスを支えていた。